# Montier-en-l’Isle
Montier-en-l’Isle – miejscowość i gmina we Francji, w regionie Grand Est, w departamencie Aube.
Według danych na rok 1990 gminę zamieszkiwało 206 osób, a gęstość zaludnienia wynosiła 20 osób/km².

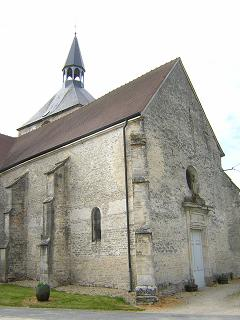
Kościół w Montier-en-l’Isle, 2004